# Gohia isolata
Gohia isolata là một loài nhện trong họ Toxopidae.
Loài này thuộc chi Gohia. Gohia isolata được miêu tả năm 1970 bởi Raymond Robert Forster.